# Armageddon Project
Armageddon Project is de artiestennaam van Matteo Delgano en Stefano Croce, twee Italiaanse producers en dj's. Ze maken vrij duistere muziek, bekend als Darkcore en Industrial Hardcore.

## Biografie
Armageddon Project werd in 1997 opgericht door Matteo Delgano uit Modena, Italië. Hij was daarvoor gitarist van verschillende deathmetal bands. Na het zien van een documentaire over de Nederlandse gabberhouse besloot hij om zelf ook vergelijkbare muziek te maken.
In 1999 had Matteo als Armageddon Project zijn eerste nummer Everlastin' Sorrow uitgebracht voor het label Head Fuck Records. Deze kwam in 2000 uit op plaat samen met nog drie andere nummers.
Stefano Croce uit Bologna, Italië, was al een dj voordat hij Matteo ontmoette in Rimini in april 2000. Hij leerde Matteo mixen en omgekeerd werd Stefano geholpen met het produceren van muziek. Sindsdien bestaat Armageddon Project uit twee personen, die individueel (dus los van elkaar) hun nummers maken. Dat is iets wat vrij opmerkelijk is, aangezien de muziek van Armageddon Project een kenmerkend, eigen geluid heeft. Ze maken hun muziek alleen met software, niet met synthesizers.
Zelf omschrijven ze hun muziek als “behoorlijk industrieel en relatief langzaam, met veel invloeden uit de techno.”
Matteo maakt ook Industrial Hardcore onder de naam Life:::Runs:::Red
De naam Armageddon Project verwijst naar de muzikale achtergrond van Matteo en het einde der tijden.

## Discografie

### Armageddon Project
| Jaar | Titel ep/cd                                 | Tracklist                                | Producer(s)                     | Label                       |
| ---- | ------------------------------------------- | ---------------------------------------- | ------------------------------- | --------------------------- |
| 2000 | 1st EP                                      | Elektrokution (A1)                       | Matteo Delgrano                 | Head Fuck Records           |
|      |                                             | Everlasting Sorrow (A2)                  | Matteo Delgrano                 |                             |
|      |                                             | Lo-Fi Headache (B1)                      | Matteo Delgrano                 |                             |
|      |                                             | Freak Up (B2)                            | Matteo Delgrano                 |                             |
| 2000 | D-Boy Project 3 - Gheodrome Special Edition | Phantom                                  |                                 | D-Boy Black Label           |
| 2000 | Resident E - Episode 2                      | Time Bomb                                |                                 | Edel Records                |
| 2001 | The Pride Lost EP                           | Rebellion (A1)                           | Matteo Delgrano                 | Head Fuck Records           |
|      |                                             | Church Of Pentagram (A2)                 | Matteo Delgrano                 |                             |
|      |                                             | Chaotik (B1)                             | Matteo Delgrano                 |                             |
|      |                                             | Downfall Part 1 (B2)                     | Matteo Delgrano                 |                             |
| 2001 | D-Boy Project 4 - 2001% Hardcore            | Armageddon Style                         |                                 | D-Boy Black Label           |
| 2001 | D-Boy Project 5 - Still Hardcore            | Phase 2                                  |                                 | D-Boy Black Label           |
| 2001 | Individuality Control Black Magic           | Through Misery And Suffering (A1)        | Matteo Delgrano & Stefano Croce | D-Boy Black Label           |
|      |                                             | Spawn Of Misanthropy (A2)                | Matteo Delgrano                 |                             |
|      |                                             | From The Ashes (B1)                      | Matteo Delgrano                 |                             |
|      |                                             | Morning Star (B2)                        | Stefano Croce                   |                             |
| 2002 | D-Boy Project 6 - Respect To The Core       | Tell The People                          | Stefano Croce                   | D-Boy Black Label           |
| 2002 | Feeding The Demons Breed                    | Of Dreams And Disillusions (A1)          | Matteo Delgrano                 | The Third Movement          |
|      |                                             | Floatin' In Acheron (A2)                 | Matteo Delgrano                 |                             |
|      |                                             | Far Beyond The Triumphants (B1)          | Matteo Delgrano                 |                             |
|      |                                             | Godflesh (B2)                            | Matteo Delgrano                 |                             |
| 2002 | D-Boy Project 7 - Together We Stand         | Nuclear Device                           | Stefano Croce                   | D-Boy Black Label           |
|      |                                             | Chant Of The Dancing Shadows             | Matteo Delgrano                 |                             |
| 2002 | The Fifth Revelation EP                     | In The Underworld (A1)                   | Stefano Croce                   | D-Boy Black Label           |
|      |                                             | The Fifth Revelation (A2)                | Stefano Croce                   |                             |
|      |                                             | Heretic Brotherhood (B1)                 | Matteo Delgrano                 |                             |
|      |                                             | Blessed By Kaos (B2)                     | Stefano Croce                   |                             |
| 2002 | Where Angels Fear To Fly                    | Where Angels Fear To Fly (A1)            | Matteo Delgrano                 | D-Boy Black Label           |
|      |                                             | Chosen Riders Of Doom (A2)               | Matteo Delgrano                 |                             |
|      |                                             | Impending Deathtone (B1)                 | Stefano Croce                   |                             |
|      |                                             | The Golden Path (B2)                     | Stefano Croce                   |                             |
| 2004 | Towards A New Deconstruction                | Last Drop In Your Mouth (A1)             | Matteo Delgrano                 | The Third Movement          |
|      |                                             | Insecure Opponents (A2)                  | Matteo Delgrano                 |                             |
|      |                                             | Northern Whispers (B1)                   | Stefano Croce                   |                             |
|      |                                             | Time To Disobey (B2)                     | Stefano Croce                   |                             |
| 2005 | r_AW Essential .04                          | Black Candles Overture                   |                                 | The Third Movement          |
| 2006 | Diamonds For The Pigs                       | Righteous Infliction Of Retribution (A1) | Matteo Delgrano & Dj Promo      | The Third Movement          |
|      |                                             | Diamonds For The Pigs (A2)               | Matteo Delgrano & Dj Promo      |                             |
|      |                                             | Poisoned From Within (B1)                | Matteo Delgrano & Dj Promo      |                             |
|      |                                             | Revelations 12:7-9 (B2)                  | Stefano Croce                   |                             |
| 2006 | Six Years Of Dedication                     | The White Noise Vendetta                 | Matteo Delgrano                 | The Third Movement          |
| 2006 | Perfer Et Obdura...                         | The Punishment Due (A1)                  | Matteo Delgrano                 | The Third Movement          |
|      |                                             | Waves Of Hate (Juda's Mark) (A2)         | Matteo Delgrano                 |                             |
|      |                                             | Icons Of Disorder (B1)                   | Stefano Croce                   |                             |
|      |                                             | Witchcraft And Desire (B2)               | Matteo Delgrano                 |                             |
| 2009 | Cineri Gloria, Funeral For A Vision         | Beat Conductor (A)                       |                                 | Industrial Strength Records |
|      |                                             | Scorn Of A Dying Glare (B1)              |                                 |                             |
|      |                                             | Silent Rest Of The Undefeated (B2)       |                                 |                             |

### Life:::Runs:::Red
| Jaar | Titel ep/cd                                     | Tracklist                                   | Producer                         | Label                       |
| ---- | ----------------------------------------------- | ------------------------------------------- | -------------------------------- | --------------------------- |
| 2004 | Darkside Of Hardcore - The EP                   | Tales From The White Widow                  | Matteo Delgrano & The Wishmaster | Traxtorm Records            |
| 2005 | Hexadecimal Bad Mood                            | Hexadecimal Bad Mood (A)                    | Matteo Delgrano                  | Industrial Movement         |
|      |                                                 | The World Has Changed (B1)                  | Matteo Delgrano                  |                             |
|      |                                                 | Nemesis 2K4 (B2)                            | Matteo Delgrano                  |                             |
| 2005 | Evolution 4 A.M.                                | Veleno (A1)                                 | Matteo Delgrano                  | Industrial Movement         |
|      |                                                 | Evolution 4 A.M (A2)                        | Matteo Delgrano                  |                             |
|      |                                                 | Soul Scars (B1)                             | Matteo Delgrano                  |                             |
|      |                                                 | Dawn Of A New Era (B2)                      | Matteo Delgrano                  |                             |
| 2005 | Raving Nightmare (10 Years) - Nocturnal Rituals | Technoire Overdrive                         | Matteo Delgrano & Tommyknocker   | Quadrophon                  |
| 2006 | Extrema Ratio                                   | Fuck All Of Ya                              | Matteo Delgrano & The Wishmaster | Bionic Recordings           |
| 2007 | Ground Pressure                                 | Critters                                    | Matteo Delgrano & The Wishmaster | Bionic Recordings           |
| 2008 | Cold Fusion                                     | Distorture                                  | Matteo Delgrano & Tymon          | Industrial Strength Records |
| 2010 | Theta Break                                     | Theta Break (01)                            | Matteo Delgrano                  | The Third Movement          |
|      |                                                 | Theta Break (Producer Runs Riot remix) (02) | Matteo Delgrano                  |                             |
|      |                                                 | The Resheph Syndrome (03)                   | Matteo Delgrano                  |                             |
|      |                                                 | Only Our Enemies Leave Roses (04)           | Matteo Delgrano                  |                             |